# Wilhelm von Baumbach (Kammerherr)
Wilhelm Friedrich Ernst von Baumbach, auch von Baumbach-Lenderscheid (* 9. Januar 1799 in Lenderscheid; † 18. Februar 1879 in Sontra) war ein deutscher Gutsbesitzer, Kammerherr und Mitglied der kurhessischen Ständeversammlung.

## Leben

### Herkunft und Familie
Wilhelm von Baumbach kam aus dem Haus Lenderscheid der zur Althessischen Ritterschaft zählenden Adelsfamilie von Baumbach, die bereits 1246 erstmals urkundlich erscheint und aus der zahlreiche Persönlichkeiten der hessischen Geschichte hervorgegangen sind.
Er war ein Sohn des kurhessischen Obereinnehmers Franz Ludwig Eberhard von Baumbach (1753–1817) und dessen zweiter Ehefrau Wilhelmine Friederike Christine von Schieck.
Seine Halbgeschwister aus der ersten Ehe seines Vaters mit Wilhelmine von Gilsa († 1784) waren Friedrich (1777–1851, hessischer Generalmajor), Ludwig (1779–1861, Oberstleutnant) und Carl (1780–1844, Oberst).
Am 11. November 1825 heiratete er Catharina Amalie Gräfin von Berlichingen, (1798–1878), Tochter des Grafen Joseph Friedrich Anton von Berlichingen (1759–1832) und der Sophie Charlotte Wilhelmine von Berlichingen. Aus der Ehe stammten die Töchter Agnes (1826–1885, ∞ Karl Heinrich Moritz Otto von der Malsburg) und Cäcilie (1829–1832) und der Sohn Walter (1828–1858), Premier-Lieutenant im Garde du Corps.

### Wirken
Er bekleidete unter dem kurhessischen Landesherrn Friedrich Wilhelm I. von Hessen-Kassel das Amt des Kammerherrn. Damit verbunden waren die Organisation von Privataudienzen, Entgegennahme von Bittschriften oder die Begleitung seines Dienstgebers beim Ausfahren oder auf Reisen oder auch persönliche Handreichungen.
In den Jahren von 1839 bis 1846 hatte er als Vertreter für die Ritterschaft des Schwalmstromes ein Mandat für die kurhessische Ständeversammlung.
Wilhelm war Erbherr der beiden Rittergüter zu Sontra und Kleintöpfer  und Karnberg.
Nach seinem Tod gingen diese Güter an seinen Neffen Gustav von Baumbach-Lenderscheid.